# Chris Boucher
Christopher Boucher, detto Chris (Castries, 11 gennaio 1993), è un cestista santaluciano naturalizzato canadese.

## Statistiche
| † | Denota le stagioni in cui ha vinto il titolo |

### NCAA
| Anno      | Squadra      | PG | PT | MP   | TC%  | 3P%  | TL%  | RP  | AP  | PRP | SP  | PP   |
| --------- | ------------ | -- | -- | ---- | ---- | ---- | ---- | --- | --- | --- | --- | ---- |
| 2015-2016 | Oregon Ducks | 38 | 35 | 25,8 | 53,7 | 33,9 | 68,5 | 7,4 | 0,4 | 0,8 | 2,9 | 12,0 |
| 2016-2017 | Oregon Ducks | 31 | 12 | 23,5 | 52,4 | 35,0 | 56,5 | 6,1 | 0,4 | 0,4 | 2,5 | 11,8 |
| Carriera  | Carriera     | 69 | 47 | 24,8 | 53,1 | 34,4 | 64,1 | 6,8 | 0,4 | 0,6 | 2,7 | 11,9 |

#### Massimi in carriera
- Massimo di punti: 29 vs Washington State (7 gennaio 2017)[1]
- Massimo di rimbalzi: 19 vs Montana (13 dicembre 2016)
- Massimo di assist: 2 (4 volte)
- Massimo di palle rubate: 4 vs California-Berkeley (6 gennaio 2016)
- Massimo di stoppate: 9 vs Arkansas State (25 novembre 2015)
- Massimo di minuti giocati: 39 vs Montana (13 dicembre 2016)

### NBA

#### Regular Season
| Anno       | Squadra         | PG  | PT | MP   | TC%  | 3P%  | TL%  | RP  | AP  | PRP | SP  | PP   |
| ---------- | --------------- | --- | -- | ---- | ---- | ---- | ---- | --- | --- | --- | --- | ---- |
| 2017-2018† | G.S. Warriors   | 1   | 0  | 1,3  | 0,0  | 0,0  | -    | 1,0 | 0,0 | 0,0 | 0,0 | 0,0  |
| 2018-2019† | Toronto Raptors | 28  | 0  | 5,8  | 44,7 | 32,4 | 86,7 | 2,0 | 0,1 | 0,2 | 0,9 | 3,3  |
| 2019-2020  | Toronto Raptors | 62  | 0  | 13,2 | 47,2 | 32,2 | 78,4 | 4,5 | 0,4 | 0,4 | 1,0 | 6,6  |
| 2020-2021  | Toronto Raptors | 60  | 14 | 24,2 | 51,4 | 38,3 | 78,8 | 6,7 | 1,1 | 0,6 | 1,9 | 13,6 |
| 2021-2022  | Toronto Raptors | 80  | 9  | 21,1 | 46,4 | 29,7 | 77,7 | 6,2 | 0,3 | 0,6 | 0,9 | 9,4  |
| 2022-2023  | Toronto Raptors | 76  | 0  | 20,0 | 49,3 | 32,8 | 76,2 | 5,5 | 0,4 | 0,6 | 0,8 | 9,4  |
| 2023-2024  | Toronto Raptors | 50  | 0  | 14,1 | 50,7 | 33,0 | 77,2 | 4,1 | 0,5 | 0,3 | 0,5 | 6,4  |
| 2024-2025  | Toronto Raptors | 50  | 0  | 17,2 | 49,2 | 36,3 | 78,2 | 4,5 | 0,7 | 0,5 | 0,5 | 10,0 |
| Carriera   | Carriera        | 407 | 23 | 17,7 | 48,8 | 33,9 | 77,9 | 5,1 | 0,5 | 0,5 | 0,9 | 8,9  |

#### Play-off
| Anno     | Squadra         | PG | PT | MP   | TC%  | 3P%  | TL%  | RP  | AP  | PRP | SP  | PP   |
| -------- | --------------- | -- | -- | ---- | ---- | ---- | ---- | --- | --- | --- | --- | ---- |
| 2019†    | Toronto Raptors | 2  | 0  | 2,0  | 40,0 | 33,3 | 0,0  | 0,5 | 0,0 | 0,0 | 0,5 | 2,5  |
| 2020     | Toronto Raptors | 7  | 0  | 6,1  | 27,3 | 40,0 | 0,0  | 1,7 | 0,1 | 0,0 | 0,3 | 1,1  |
| 2022     | Toronto Raptors | 6  | 0  | 21,6 | 61,9 | 40,0 | 90,0 | 5,8 | 0,2 | 0,2 | 1,2 | 11,2 |
| Carriera | Carriera        | 15 | 0  | 11,8 | 53,4 | 39,1 | 75,0 | 3,2 | 0,1 | 0,1 | 0,7 | 5,3  |

#### Massimi in carriera
- Massimo di punti: 38 vs Chicago Bulls (8 aprile 2021)[2]
- Massimo di rimbalzi: 19 (2 volte)
- Massimo di assist: 4 vs New York Knicks (27 novembre 2019)
- Massimo di palle rubate: 4 vs Golden State Warriors (2 aprile 2021)
- Massimo di stoppate: 7 vs San Antonio Spurs (26 dicembre 2020)
- Massimo di minuti giocati: 39 vs Philadelphia 76ers (20 marzo 2022)

### G League
| Anno      | Squadra       | PG | PT | MP   | TC%  | 3P%  | TL%  | RP   | AP  | PRP | SP  | PP   |
| --------- | ------------- | -- | -- | ---- | ---- | ---- | ---- | ---- | --- | --- | --- | ---- |
| 2017-2018 | S.C. Warriors | 20 | 8  | 22,2 | 46,9 | 22,4 | 61,8 | 7,5  | 0,9 | 0,5 | 2,1 | 11,8 |
| 2018-2019 | Raptors 905   | 28 | 28 | 34,2 | 51,0 | 31,6 | 76,2 | 11,4 | 1,1 | 1,2 | 4,1 | 27,2 |
| Carriera  | Carriera      | 48 | 36 | 29,2 | 49,9 | 29,9 | 72,6 | 9,8  | 1,0 | 0,9 | 3,3 | 20,8 |

## Palmarès

### Squadra
- Campionato NBA: 2

Golden State Warriors: 2018
Toronto Raptors: 2019

### Individuale
- NBDL MVP (2019)
- NBA Development League Defensive Player of the Year Award (2019)